# Mednikarov Peak
Der Mednikarov Peak (englisch; bulgarisch Медникаров връх Mednikarow wrach) ist ein 3007 m hoher und vereister Berg im Norden der westantarktischen Alexander-I.-Insel. In den Rouen Mountains ragt er 12,55 km südsüdwestlich des Mount Paris, 8,5 km östlich des Danailov Peak und 13,7 km nördlich des Mount Hall auf.
Die bulgarischen Geologen Christo Pimpirew und Borislaw Kamenow besuchten ihn am 6. Januar 1988 gemeinsam mit Philip Nell und Peter Marquis vom British Antarctic Survey. Die bulgarische Kommission für Antarktische Geographische Namen benannte ihn 2023 nach Admiral Bojan Mednikarow (* 1961), Rektor der Marineakademie Warna.